# Гантсвілл (Юта)
Гантсвілл (англ. Huntsville) — місто (англ. town) в США, в окрузі Вебер штату Юта. Населення — 573 особи (2020).

## Географія
Гантсвілл розташований за координатами 41°15′33″ пн. ш. 111°46′30″ зх. д. / 41.25917° пн. ш. 111.77500° зх. д. (41.259036, -111.775013).  За даними Бюро перепису населення США в 2010 році місто мало площу 2,16 км², з яких 1,95 км² — суходіл та 0,21 км² — водойми. В 2017 році площа становила 2,30 км², з яких 2,15 км² — суходіл та 0,15 км² — водойми.

## Демографія
Згідно з переписом 2010 року, у місті мешкало 608 осіб у 204 домогосподарствах у складі 159 родин. Густота населення становила 281 особа/км².  Було 249 помешкань (115/км²).
Расовий склад населення:
| - 96,7 % — білих - 0,3 % — корінних американців - 0,2 % — чорних або афроамериканців - 0,2 % — азіатів |

До двох чи більше рас належало 2,6 %. Частка іспаномовних становила 1,0 % від усіх жителів.
За віковим діапазоном населення розподілялося таким чином: 27,5 % — особи молодші 18 років, 57,4 % — особи у віці 18—64 років, 15,1 % — особи у віці 65 років та старші. Медіана віку мешканця становила 43,5 року. На 100 осіб жіночої статі у місті припадало 94,9 чоловіків;  на 100 жінок у віці від 18 років та старших — 98,6 чоловіків також старших 18 років.
Середній дохід на одне домашнє господарство  становив 81 247 доларів США (медіана — 65 625), а середній дохід на одну сім'ю — 89 919 доларів (медіана — 68 750). За межею бідності перебувало 4,1 % осіб, у тому числі 6,3 % дітей у віці до 18 років та 3,0 % осіб у віці 65 років та старших.
Цивільне працевлаштоване населення становило 343 особи. Основні галузі зайнятості: освіта, охорона здоров'я та соціальна допомога — 28,0 %, науковці, спеціалісти, менеджери — 14,3 %, будівництво — 12,5 %, публічна адміністрація — 11,1 %.